# Pistoleiro Bossa Nova
Pistoleiro Bossa Nova é um filme brasileiro de 1960 do gênero comédia e faroeste, escrito e dirigido por Victor Lima para a Herbert Richers. Com locações em Magé e com Carlos Lyra nos números musicais, cantando "Maria Ninguém".

## Elenco
- Ankito...Inocêncio / Pistoleiro
- Grande Otelo...Pexinxa
- Renata Fronzi...Lili
- Aurélio Teixeira...Cachimbo
- Renato Restier...Delegado
- Ana Maria Nabuco...Lúcia
- Rildo Gonçalves...Sérgio
- Lyris Castellani...Alda
- Carlos Tovar...João Honesto, o barbeiro
- Anabela...Pequenina
- Arlindo Costa...prefeito
- Wilson Grey...Tenório
- Joel Vaz
- Pedro Farah (creditado como Farnetto)
- Luiz Mazzei

Dois funcionários da Estrada de Ferro Leopoldina foram mencionados nos letreiros iniciais, provavelmente os figurantes que aparecem como maquinista e chefe da estação.

## Sinopse

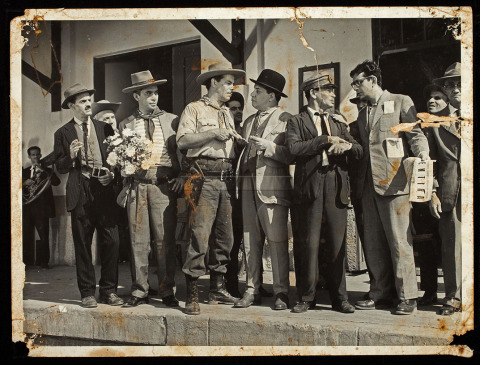
Bastidores do filme Pistoleiro Bossa Nova, filmado na Estação Suruí no bairro homônimo

O assustado e inofensivo pipoqueiro Inocêncio está com os nervos abalados e procura um lugar calmo que não tenha barulho. Ele viaja com o amigo Pexinxa ("com x") de trem para a distante cidade de Desespero que Sérgio, um passageiro com quem faz amizade, lhe diz que é pacata. Na composição estão também uma companhia teatral mambembe e Inocêncio logo é atraído por Lili, a estrela dos espetáculos. Mas no caminho, o trem é atacado por bandidos mascarados a cavalo, que tentam roubar a carga de munição que estava em um dos vagões. Mas quando um dos ladrões avista Inocêncio, ele o confunde com o famoso Pistoleiro Vingador e foge em seguida, acompanhado dos outros. Inocêncio chega na cidade e todos também o tomam pelo valente que havia ido embora. Ele e Pexinxa resolvem então tirar vantagem da fama do homem e aproveitarem que todos os tratam bem. Mas o chefe misterioso dos bandidos não gosta da "volta" do Pistoleiro e tenta capturá-lo, criando diversas dificuldades para Inocêncio que não sabe atirar. E Pequenina, uma filha valente de cangaceiro e que era amante do verdadeiro Pistoleiro, aparece na cidade e vai atrás de Inocêncio, criando uma rixa com Lili.